# Lunnabo
Lunnabo är en by i Färgaryds socken i Hylte kommun.
Lunnabo omtalas i att dokument första gången 1690. I samband med laga skifte fanns fyra gårdar i byn, varav en åtminstone från tidigt 1800-tal fungerade som klockargård i Färgaryd. Bland andra bebyggelser på Lunnabo ägor märks torpet Malmaryd, egnahemsbebyggelsen Solliden, torpet Aspelund och torpet Petersborg. Vid Malmaryd fanns 1906–1937 Färgaryds fattighus och epidemisjukhus. Färgaryds skola låg 1925–1950 i Lunnabo innan skolan flyttades till Hyltebruk.